# Жауме Бартумеу Кассані
Жауме Бартумеу Кассані (кат. Jaume Bartumeu Cassany; нар. 10 листопада 1954, Андорра-ла-Велья) — андоррський державний і політичний діяч, прем'єр-міністр Андорри з 5 червня 2009 до 28 квітня 2011 року.
Юрист за освітою, тривалий час займався адвокатською практикою. Міністр фінансів Андорри у 1990—1992 роках. Депутат парламенту з 1992 року. Засновник Соціал-демократичної партії Андорри, яка виграла під його керівництвом вибори у 2009 році.
В ході парламентського голосування 29 травня 2009 року не зміг набрати необхідну кількість голосів депутатів для затвердження на посту глави уряду Андорри. В ході другого голосування з того самого питання, що відбулось 3 червня 2009 року Жауме Бартумеу Кассані був затверджений на посту глави уряду простою більшістю голосів.
Через своє нестійке положення у парламенті уряд Бартумеу Кассані зіткнувся з серйозними проблемами у реалізації власної політики. Зокрема, кабінет не зміг провести через парламент запропоновану ним податкову реформу, і не зміг домогтись затвердження бюджету на 2011 рік. Внаслідок цього Бартумеу змушений був піти на крайній крок й оголосити про проведення дострокових виборів. Вони відбулись 3 квітня 2011 року і завершились украй невдало для соціал-демократів. Партія здобула уполовину менший результат у порівнянні з попередніми виборами.